# Micrathyria atra
Micrathyria atra är en trollsländeart som först beskrevs av Martin 1897.  Micrathyria atra ingår i släktet Micrathyria och familjen segeltrollsländor. IUCN kategoriserar arten globalt som livskraftig. Inga underarter finns listade i Catalogue of Life.